# SN 2005ap
SN 2005ap는 극도로 강력한 II형 초신성이었다. 이 초신성은 지금까지 관측된 초신성들 중 절대 등급이 가장 밝았으며, 발견 이전까지 수위를 차지했던 SN 2006gy의 두 배 수준이었다. SN 2005ap의 밝기는 통상적인 II형 초신성의 약 300배 수준이었다. 이 천체는 2005년 5월 3일 텍사스 초신성 연구(Texas Supernova Survey) 과정 중 로버트 큄비가 발견하였다. SN 2005ap는 SN 2006gy보다 이전에 발견되었지만 발견 당시에는 더 어두웠다. SN 2005ap는 지구에서 약 47억 광년 떨어져 있다.
SN 2005ap가 SN 2006gy의 광도 기록을 경신했지만, 전체적인 밝기로 비교하면 SN 2006gy가 더 강력하다. SN 2005ap가 밝게 빛난 뒤 빠르게 어두워진 것에 비해, SN 2006gy는 몇 달이 지나도록 계속 밝은 상태를 유지했기 때문이다.